# Big Beat Records
La Big Beat Records è un'etichetta discografica statunitense sussidiaria dell'Atlantic Records, specializzata in East Coast rap.
Fondata come etichetta indipendente nel 1987 dal ventiduenne disc jockey newyorkese Craig Kallman, la compagnia inizia a lavorare nei pressi della casa dei genitori di Kallman. Dopo un periodo in cui produce principalmente musica dance Doug Morris, amministratore delegato dell'Atlantic Records, acquista l'etichetta nel 1991.
Inizialmente l'etichetta produce dance e house, ma viene inevitabilmente a contatto con la scena hip hop newyorkese di inizio anni novanta, producendone i maggiori esponenti. Nel 1998 Kallman viene promosso vicepresidente dell'Atlantic Records e l'etichetta indipendente viene definitivamente fusa nella major.